# خورخي مارتينيز (لاعب كرة قدم مكسيكي)
خورخي مارتينيز (بالإسبانية: Jorge Martinez)‏ هو لاعب كرة قدم ومدرب كرة قدم مكسيكي، ولد في 24 يناير 1960.